# Shannon (flod)
|  | For andre betydninger, se Shannon |
Shannon (også kaldt Sionna) er Irlands og de britiske øers længste flod. Den deler de irske provinser Munster og Leinster fra provinsen Connacht. Floden deler eller grænser til 13 af Irlands 32 grevskaber.
Shannon udspringer i Ciulagh-bjergene i grevskabet Fermanagh i Nordirland. Shannon løber gennem søerne Lough Allen, Lough Ree og Lough Derg. De største bifloder er Inny, Suck og Brosna.
Den cirka 340 kilometer lange flod afvander et 15.695 kvadratkilometer stort opland. Fra kilde til havet, hvor den udmunder, har Shannon et beskedent fald på 76 meter. Der er bygget et vandkraftværk ved Ardnacrusha.
Shannon løber ud i havet i grevskabet Clare i provinsen Munster.
Der er bygget flere sluser, som gør det meste af flod farbar for mindre både. Det er forbindelse for både fra Shannon til Dublin gennem kanalerne Grand Canal og Royal Canal, som tidligere var vigtige forbindelsesled mod øst til Det Irske Hav. Shannon er også forbundet med floden Erne gennem Shannon Erne-kanalen.
Vest for Limerick munder floden ud i et 113 kilometer langt og 15 kilometer bredt mundingsområde (æstuarium) med forbindelse til Atlanterhavet. Langs med flodmundingen er der inddæmmede landområder, hvor bl.a. den internationale lufthavn Shannon ligger. I 1980'erne blev havnen nær byen Shannon udvidet. Der er bygget en olieterminal ved havnebyen Foynes. 1982 blev der bygget et større anlæg ved Aughinish for videreforædling af bauxit. 1985 åbnede et stort kulkraftværk ved Moneypoint.
Shannon har har haft sit nuværende løb siden sidste istid og været en vigtig færdselsåre siden oldtiden. Vikingerne slog sig ned i området i det 900-tallet. De benyttede floden til at plyndre klostrene inde i landet. Ved et søslag på søen Ree i år 937 vandt vikinger fra Dublin over vikinger fra Limerick.
I krigene (Irish confederate wars) fra 1641 til 1653 trak irerne sig tilbage vest for Shannon og holdt stillingen i to år mod de engelske styrker. Da Oliver Cromwell forberedte en ny landreform, skal han have sagt, at de irske landejere kunne drage til Connacht eller til helvede; sagt på en anden måde: Enten til de irske styrker vest for floden, eller i døden.
I 1916 planlagde lederne af Påskeopstanden, at oprørsstyrkerne kunne trække sig tilbage bag "Shannonlinjen", men planen blev ikke gennemført.